# Peter Gerstner
Peter Karl Gerstner (* 8. April 1959) ist ein rechtsextremer österreichischer Politiker der Freiheitlichen Partei Österreichs (FPÖ). Vom 9. November 2017 bis zum 22. Oktober 2019 war er Abgeordneter zum österreichischen Nationalrat. Seit dem 23. März 2023 ist er Abgeordneter zum Landtag von Niederösterreich.

## Leben
Peter Gerstner trat 1986 der FPÖ bei. Er ist seit 1995 Vorstandsmitglied des Ring Freiheitlicher Wirtschaftstreibender Baden, ab 2009 Bezirksparteiobmann der FPÖ Baden und seit 2002 Parteiobmann der Stadtgruppe Bad Vöslau. Seit 2010 ist er Teil des Gemeinderates der Stadtgemeinde Bad Vöslau und am 9. November 2017 wurde er im Nationalrat angelobt. Peter Gerstner ist selbstständiger Hufschmied und Vater von drei Kindern.
Im März 2019 wurde bekannt, dass Gerstner der Facebookgruppe „Deutsches Reich“ angehörte. Die Gruppe wurde von einem Reichsbürger gegründet und teilt NS-verherrlichende Beiträge, so wie Holocaustleugnung.
Nach der Nationalratswahl 2019 schied er aus dem Nationalrat aus. Bei der Landtagswahl 2023 trat er als FPÖ-Spitzenkandidat im Landtagswahlkreis Baden an.